# Mellicta funesta
Mellicta funesta är en fjärilsart som beskrevs av Hermann Stauder 1922. Mellicta funesta ingår i släktet Mellicta och familjen praktfjärilar. Inga underarter finns listade i Catalogue of Life.